# RD-180
RD-180はロシアで開発された、RD-170の派生型のロケットエンジンである。RD-170はターボポンプ1基で4つの燃焼室を持つのに対してRD-180の燃焼室は2つである。外見上は二基のロケットエンジンに見えるが、それが一基のRD-180である。ジェネラル・ダイナミクス社(後に航空宇宙部門はロッキード・マーティンに吸収される)によって1990年代初頭にアトラスロケットに採用された。プラット・アンド・ホイットニー(P&W)によって一部生産された。エンジンはP&WとNPOエネゴマシュのジョイントベンチャーのRD AMROSSから販売される。
RD-180はケロシン - 液体酸素を燃料とする二段燃焼サイクルである。酸素リッチの予燃焼器からのガスでターボポンプを回転させる。酸素リッチの方が単位重量あたりの出力が大きいからである。その代わり、高圧、高温の酸素性のガスがエンジンを循環するので耐食性が必要になる。4機の油圧アクチュエータでノズルを動かす。

## 概要
RD-180の燃焼室は2つあり、RD-170（燃焼室は4つ）のように1基のターボポンプを共有している。RD-180はケロシンと液体酸素を推進剤とした高圧二段燃焼サイクルによって高効率を達成している。アメリカの燃料リッチの設計とは異なり、酸化剤と燃料の比率が2.72:1で酸素リッチになっている。熱力学的には酸素リッチで予備燃焼させる方が重量あたりの出力が高いが、高温高圧の酸化性ガスがエンジン内を通過するため材質などに対する要求は厳しくなる。他の特徴として、チャンネルウォールノズルを備え、出力を40%から100%に変えられることと、強力であると同時に頑丈であることが挙げられる。
2000年のアトラスIII以降、RD-180の供給は順調に継続され、アメリカとロシアの宇宙開発における協力の象徴になっていた。しかし、2014年3月にロシアがウクライナに軍事侵攻したためアメリカはロシアに対して制裁を発動することになり、その報復としてロシアの副首相であるドミトリー・ロゴージンは2014年5月にRD-180の今後の供給の停止を仄めかす発言をした。また、同時期にアメリカ国内からも安全保障に直結するロケットの基幹部品のロシアへの過度の依存を疑問視する声も以前に増して高まり、2014年8月に代替のエンジンの開発が着手された。代替のエンジンとしてブルーオリジンのBE-4とエアロジェット・ロケットダインのAR-1の開発が進められる。
2015年1月にオービタルサイエンシズは政府からエネゴマシュから60基のエンジンを購入するために必要な許可を得た。
2017年11月8日にロシアのラジオ局は、中国とロシアがロシアのRD-180ロケットエンジンの中国への輸出の可能性を議論していると報じた。 ロシア当局者は、この協力にはRD-180完成エンジンの供給だけで中国側が求める技術移転やライセンス生産も含まれず、関連する生産技術を中国に直接移管することはないが、中国側の需要に応じて新型のロケットエンジンを開発する可能性が高いとされる。

## 用途
RD-180は計画ではロシアのロシア連邦宇宙局で開発中の新しいルーシ-Mロケットに使用される予定だった
。

## アメリカにライセンスされたRD-180
1990年代初頭、ジェネラル・ダイナミクス社の宇宙システム部門(後にロッキード・マーティンによって吸収)は、EELV(Evolved Expendable Launch Vehicle：発展型使い捨てロケット）とアトラスロケットにRD-180を使用する権利を買収した。これらは商業打ち上げだけでなく合衆国政府による打ち上げも行うと考えられたため、エンジンをプラット・アンド・ホイットニー社で並行生産する計画もあった。しかし、これまでのところ製造はすべてロシア国内にて実施されている。このエンジンは現在、ロシアの開発会社であり製造会社でもあるNPOエネゴマシュとプラット&ホイットニーとの合弁企業・RD AMROSSによって販売されている。
RD-180は、アトラスIIA-Rロケット（Rはロシアのこと）に装備された。アトラスIIA-Rロケットは、それまでのメインエンジンをロシア製エンジンに載せ替えたアトラスIIAロケットである。アトラスIIA-Rロケットは後にアトラスIIIへと改名されている。さらに、アトラスVの第一段であるコモン・コア・ブースターに使用するための追加の開発計画が推進された。
アメリカ航空宇宙研究所および大学宇宙研究協会の顧問で、プリンストン大学の元教授であるJerry Greyは、将来のNASAの重量物打ち上げロケットにRD-180を採用するよう提案した。ロシアへの信頼が過大であると懸念する人々に対し、彼はRD AMROSSは「アメリカ国内でのRD-180の生産のためには、NASAからいくらかの財政的支援があればそのエンジンの生産を(そしてRD-170と同等の170万ポンドまたは7.6MNの推力でさえもおそらく)数年以内に開始しうる」と指摘している。
RD-180をアメリカで製造するために必要な書類と法的な権利が入手できるにもかかわらず、NASAは「ロシア製エンジンと同等以上の性能を持つ大推力エンジンの開発能力を確保するため」という名目で独自エンジンの開発を企図している。NASAは2010年に国防総省との提携に応じて、2020年以降またはそれ以前に運用可能な新型エンジンの製造を検討した。2011年より米国企業ブルーオリジンによってBE-4が開発され、RD-180の代替としてアトラスV後継のヴァルカンロケットに搭載され2022年に打ち上げられる予定である。

### 不正輸出未遂事件
2010年10月、ある韓国系アメリカ人が韓国のKSLV-2のためにRD-180およびその関連技術をアメリカから韓国に不正輸出しようとして逮捕され、懲役57ヶ月の判決を受けた。この男は「30年に渡って韓国への先進武器を一手に供給してきた」と自供しており、RD-180と同時にM61 バルカンやロシアの防空システムおよびその部品、Su-27も不正輸出しようとしていた。また1989年にはサリンをイランに不正輸出しようとして逮捕され懲役39ヶ月を宣告され、その後出所していた。

## 仕様
- 推力 (真空中): 933,400 lbf (4.15 MN)
- 比推力 (真空中): 338秒 (3,313 N·s/kg)
- 比推力 (海面高度): 311秒 (3,053 N·s/kg)
- 設計: 二段燃焼式
- 重量: 12,081 lb (5,480 kg)
- 直径: 124 in (3.15 m)
- 全長: 140 in (3.56 m)
- 燃焼室数: 2
- 燃焼室の圧力: 257 bar / 3,722 psia (25.7 MPa)
- 膨張比: 36.87
- 酸素燃料比: 2.72
- 推力重量比: 78.44

## 搭載機
- アトラス V
- GXロケット

## 関連
- RD-253：プロトンロケットの第一段目のエンジン
- RD-250：改造型が火星12型、火星14型のエンジンと推測される
- RD-170：エネルギアのエンジン
- RD-171：ゼニットのエンジン
- RD-191：アンガラ・ロケットのエンジン
- RD-0124：ソユーズ2のエンジン
- RD-107：R-7ミサイルとソユーズFGのエンジン
- RD-58：N-1ロケットの上段に使用されたRP-1/液体酸素エンジン。派生型をプロトンロケットとゼニットに使用
- RD-8：ゼニットロケットに使用
- 二段燃焼サイクル